# Phòng tập nhảy

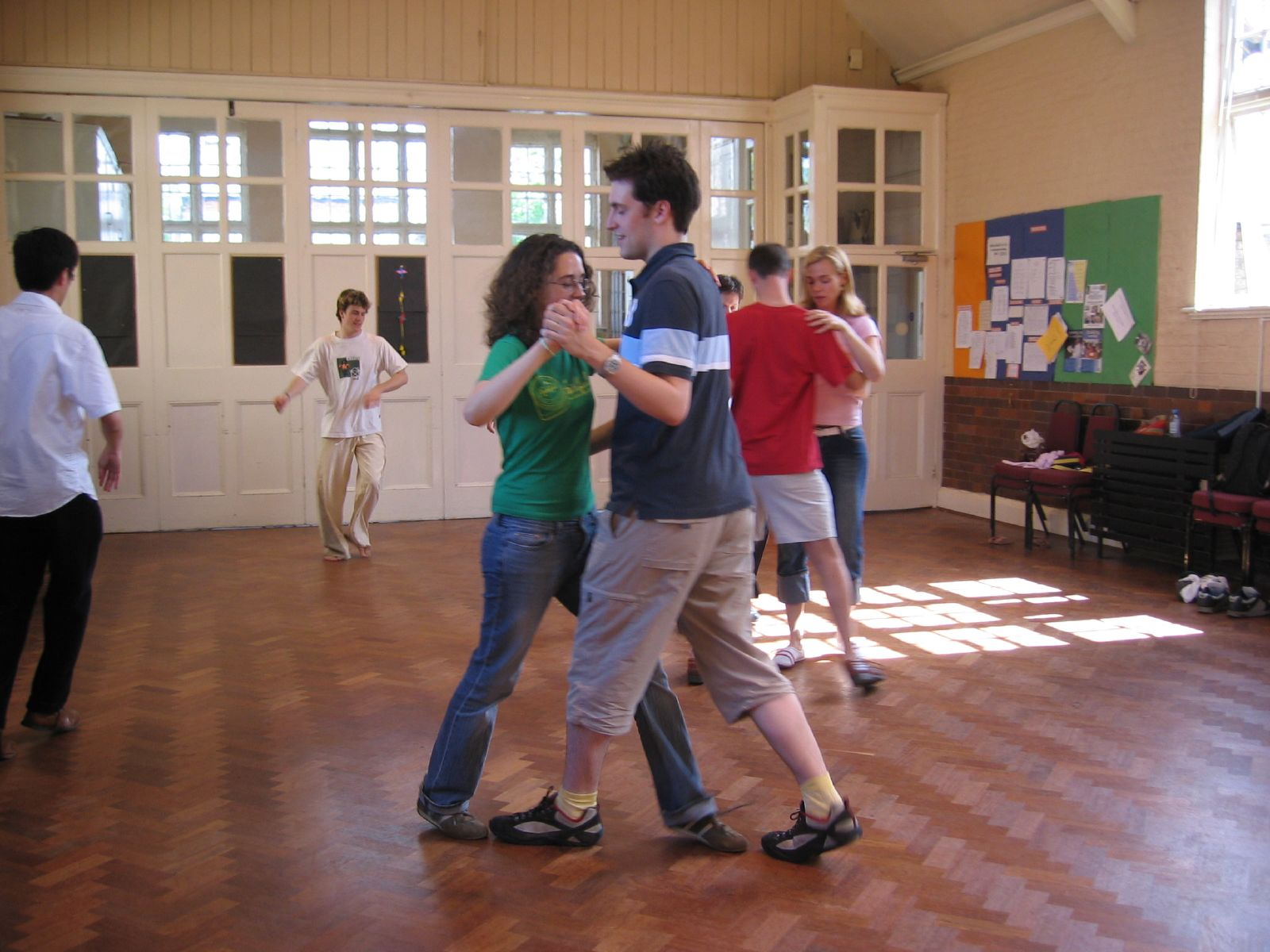
Bài học nhảy khiêu vũ tại trường đại học ở thành phố Cambridge nước Anh

Phòng tập nhảy hay phòng tập múa, mở rộng ra là trường dạy nhảy, trường múa, lớp dạy nhảy, lớp học nhảy, lớp múa, trung tâm học nhảy, trung tâm dạy nhảy, địa điểm học nhảy, địa chỉ học múa, là một không gian nơi các vũ công theo học hoặc diễn tập. Nơi này điển hình để chỉ đến một không gian được xây dựng hoặc trang bị với cùng mục đích.
Phòng tập nhảy thường bao gồm một sàn nhà trơn mượt, bằng phẳng, hoặc nếu dùng để nhảy thiết hài (tap dance) thì sẽ là một sàn nhà bằng gỗ cứng.
Nhiều khi nền nhà là sàn có lò xo, tức kết cấu sàn nhà mang đến độ đàn hồi nhất định để giảm xóc từ tác động của các bài tập vũ đạo cường độ mạnh, ví dụ như động tác nhảy bật lên. Đây được xem là điều tối quan trọng nhằm đem đến sự an toàn và khỏe mạnh.